# Пол Мартин
Пол Едгар Филип Мартин (енгл. Paul Edgar Philippe Martin; Виндзор, Онтарио, 28. август 1938) је био 21. премијер Канаде.
На ту је дужност изабран 12. децембра 2003. године, наследивши Жана Кретијена на челу Либералне странке Канаде. Дана 28. јуна 2004. године, странку је водио на изборима на којима је освојила 135 од 308 места у канадском Дому комуна. Након тога је Мартин формирао мањинску владу уз подршку левичарске Нове демократске партије.
За време његовог мандата су полако почели избијати детаљи о великом корупцијском скандалу у који су упетљани многи функционери његове странке. Због тога је НДП објавила како ће тражити гласање о поверењу, што се и догодило 28. новембра 2005. године, те је Мартинова влада изгубила поверење. Након што је на изборима 23. јануара 2006. године његова странка поражена, повукао се са места шефа странке.